# Cafés-teatros de Madrid
Los cafés-teatros de Madrid tienen su origen en el primitivo modelo de cafés cantantes aparecidos en la capital española a mediados del siglo XIX en el marco histórico de los años que precedieron a la Revolución de 1868 o La Gloriosa, también conocida por La Septembrina. Desde entonces, han proliferado o se han marchitado siguiendo estímulos proporcionales a la actividad sociopolíticocultural de la vida madrileña, en una cartelera multifacética que abarcaría desde el decimonónico Café del Recreo (inaugurado el 27 de abril de 1866), o el emblemático Café de Capellanes, hasta un innovador Off calle Fuencarral. Con frecuencia, el modelo del café-teatro se asocia con otros fenómenos del mundo del espectáculo como son el café-lírico, el café-cantante y el café-concierto, y en ciertos aspectos formales con el cabaré.
Ante un público muchas veces entregado y casi siempre informal, incluso familiar, sus modestos escenarios tuvieron días de gloria y lágrimas. Cenit y nadir de autores y actores olvidados y de inolvidables maestros de la escena, los cafés-teatros de Madrid han escrito en las páginas de su historia una interminable lista de nombres, a veces discordantes. Estrellas del flamenco del fuste de Silverio Franconetti, La Argentinita o Vicente Escudero; cómicos castizos como la pareja Prado-Chicote y humoristas de la escena del siglo XX de muy diverso perfil; cupletistas desde Goyita o La Chelito hasta Olga Ramos; dramaturgos de la A a la Z, entre el sainete, el 'entremés político' y la farsa cabaretera; actores luego consagrados por el cine (como Fernando Fernán Gómez, Ana Mariscal, Pedro Almodovar o Carmen Maura, citando casi al azar); o todo un rosario de jóvenes cantautores, desde los contestatarios contra el franquismo hasta la juventud burguesa de la movida madrileña. Iniciado el siglo XXI, el último relevo queda en disputa abierta entre el Madrid más «friki» del Matadero o la zona histórica de Ópera, y las nuevas apuestas teatrales en los viejos focos de Chueca, Lavapiés, Malasaña y La Latina.

## Espacio escénico
Desde su origen, el café-teatro queda definido por la doble funcionalidad que plantea su nombre: un lugar donde se puede consumir lo que ofrezca su modesto servicio de hostelería mientras se asiste con mayor o menor atención al desarrollo de un espectáculo dentro de los amplios parámetros de lo teatral o teatralizable. Aún más definitorio es quizá que el espacio escénico donde transcurre la representación aparece -en la mayoría de los casos- desnudo de telones, bambalinas, bastidores o forillos, rompiendo así el esquema tradicional común al fenómeno conocido como "cuarta pared". Por otro lado, en su aspecto social se anotan como características esenciales la absoluta carencia de etiqueta y ceremonial (ir al teatro, estar en el teatro, ocupar localidad, etc.); por el contrario, el público del café-teatro no se viste para la función, ni saca entrada (porque el uso generalizado es que se incluya en la consumición como un cargo en el precio de la misma), ni ocupa localidad predeterminada o numerada. El público de un café-teatro disfruta con parejo y alternativo placer de la consumición y la función y se marcha cuando le da la gana. Es el fenómeno teatral despojado de toda oficialidad. Consecuentemente, el espacio del café-teatro acoge formas, géneros y tipos de espectáculo con sencilla o inexistente tramoya, como en el caso de los magos, prestidigitadores, humoristas, mimos o cuentacuentos, en muchos aspectos herederos de la figura del bululú, representante desde el Siglo de Oro Español del más elemental ejemplo de compañía teatral.

## Historia

### El Cruz de Malta
Algunos autores mencionan el café de la fonda de la Gran Cruz de Malta como primer café-cantante que existió en Madrid. Funcionando entre 1780 y 1830, estuvo situado en la calle del Caballero de Gracia y según documenta el flamencólogo José Blas Vega, fue en este café donde se celebró la primera actuación musical de que se tiene noticia en la historia de los cafés madrileños, por lo referido y anunciado en Paseo por Madrid o Guía del forastero en la Corte. Dato que confirma Mesonero Romanos en sus Memorias de un setentón, donde el ilustre cronista cuenta que dicho establecimiento "conservó su primitivo carácter de café cantante". También escribió Mesonero sobre el encendido ambiente político que durante el Trienio Liberal se vivió en La Cruz de Malta, y en otros primitivos cafés madrileños como el café Lorencini o La Fontana de Oro, donde en los últimos años del reinado del Rey Felón, los liberales escribieron singulares páginas de su historia. Páginas reales que pocos años después convirtió en fantasía histórica Benito Pérez Galdós en su primera novela publicada, titulada precisamente La Fontana de Oro. Todo esto sugiere que el primer teatro de café que se vivió en los locales madrileños fue un teatro politizado o fruto de las tribunas de discurso político, de tan teatral tradición.

### Café-teatro de la Infantil
Anterior y contemporáneo del primer teatro Romea madrileño, fue el café-teatro existente, desde finales de la década de 1860, en la calle de Carretas (y que más tarde sería domicilio del segundo Romea de la capital de España). El café-teatro de Carretas se anunciaba con el curioso nombre de Teatro y Café de la Infantil, en el número 14 de esa céntrica calle, a unos metros de la Puerta del Sol. En la publicidad inserta en la prensa madrileña se prometía que al que hiciera "gasto del real y medio en el café" se le regalaría "un billete para una función". El teatro-café de la Infantil dejó de funcionar como tal a finales de 1889, pasando temporalmente su espacio a dedicarse a almacén de paños. Su última función fue el apropósito ¡¡El dengue!!, de Anselmo Rodríguez Fernández.

### Capital flamenca

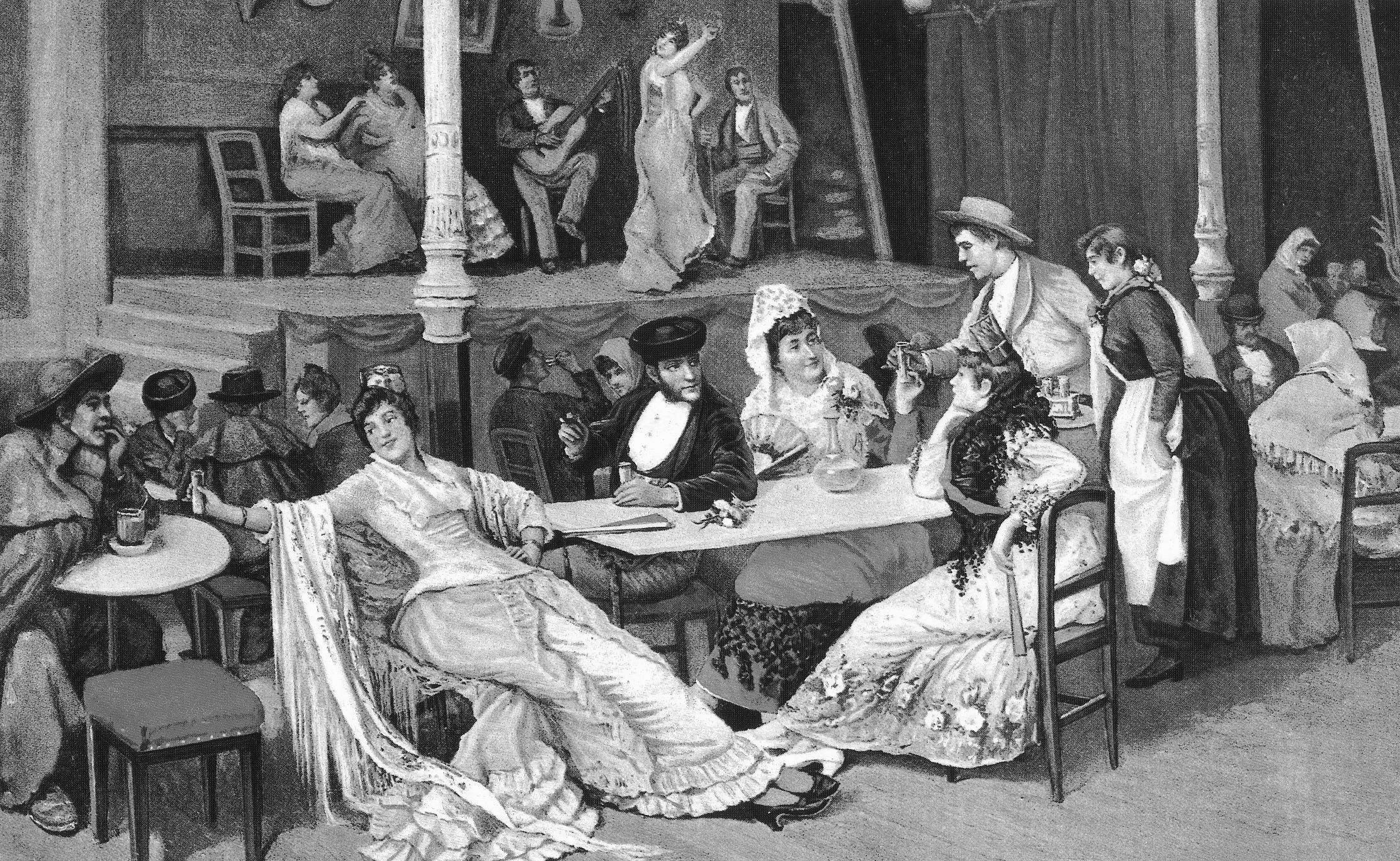
Un café cantante. Óleo de José Alarcón Suárez (hacia 1850)
.

Varios autores insisten en subrayar la capitalidad de Madrid como centro difusor de la esencia cultural del cante jondo, el baile y la cultura del duende flamenco. Estudios, considerados clásicos, de Ricardo Molina y Antonio Mairena, Manuel Ríos Ruiz o Antonio Mata, (además de la extensa bibliografía sobre el tema firmada por Blas Vega) han puesto de manifiesto la presencia e importancia de un fenómeno social que a excepción de Ramón Gómez de la Serna y el cronista Antonio Velasco Zazo, pasó inadvertido durante más de un siglo para historiadores y cronistas locales. Habría que esperar al último cuarto del siglo XX para que los investigadores trazasen un mapa documentado de la presencia del flamenco en los cafés-teatros o cantantes en la capital de España.
En conjunto, en el periodo mencionado entre el último cuarto del siglo XIX y la primera mitad del XX, se documenta la existencia en Madrid de más de ochenta locales de café-teatro, en su mayoría cafés cantantes con programación habitual de espectáculos flamencos.
Silverio Franconetti, Tomás el Nitri, Antonio Chacón, Enrique el Mellizo o la Niña de los Peines son algunas de las figuras del flamenco más destacadas de todos los tiempos que estuvieron presentes en el proceso de la mencionada capitalización de Madrid como estrado del arte flamenco.
Todavía en el último cuarto del siglo XX, se registraban intentos de recuperación romántica del fenómeno flamenco en el ámbito íntimo del café cantante en algunos locales con vocación de café-teatro del Madrid de tradición chispera.

### Los bufos madrileños
Otro capítulo importante en la popularización del café-teatro en Madrid fueron los llamados "bufos" («bouffes»). Presentados en Madrid en 1866 por la compañía de "Bufos Madrileños" creada por Francisco Arderíus, siguiendo el modelo parisino de Offenbach, aquel nuevo juguete cómico que revolucionaría el gallinero teatral madrileño se extendió como la pólvora por los locales madrileños, cafés y teatros de mayor aforo a medida que lo exigió su arrollador, aunque efímero, éxito de público.

### Capellanes y el Paul

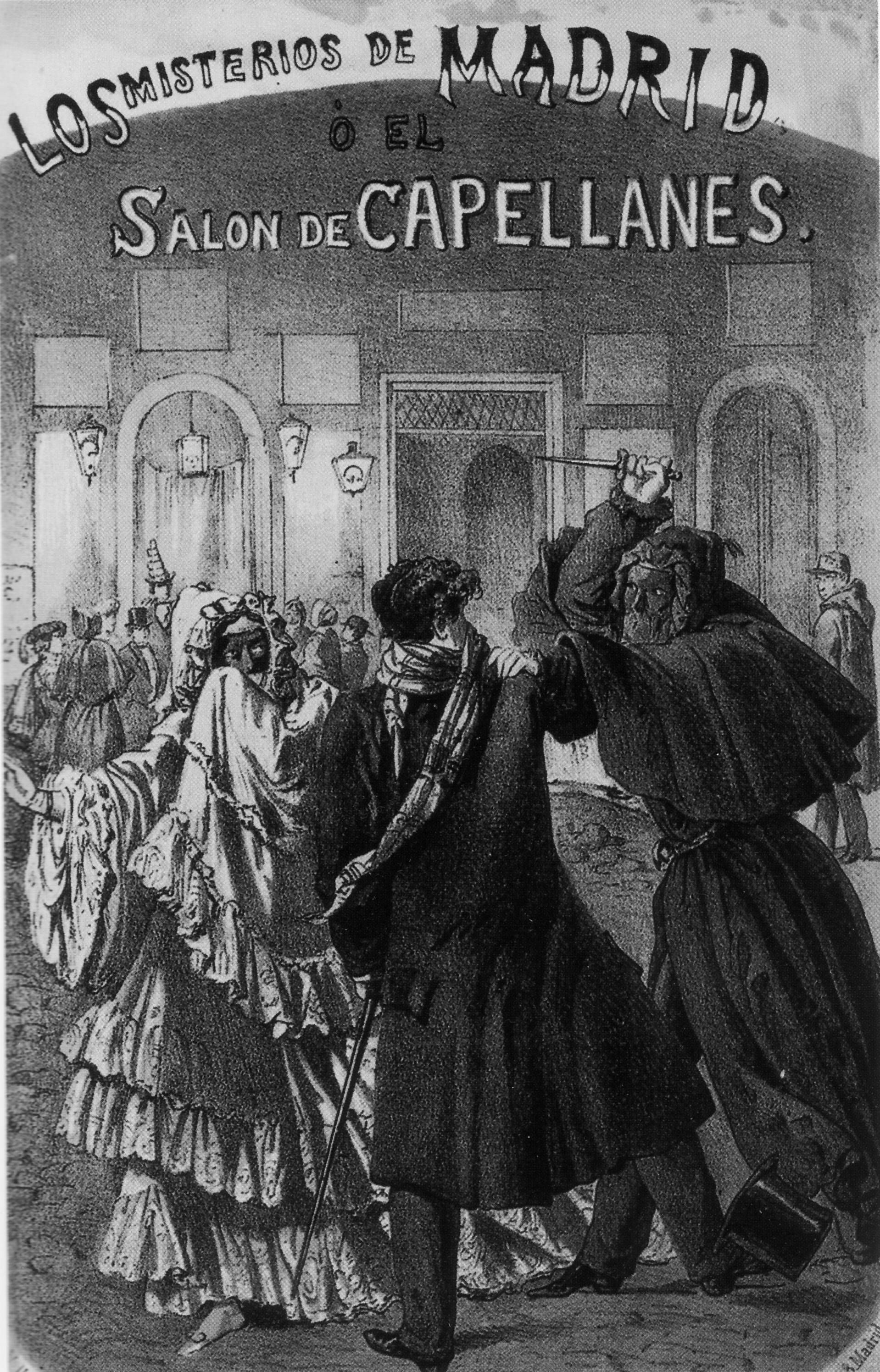
Portada de la novela (folletín) Los Misterios de Madrid: El Salón de Capellanes, obra de Rafael del Castillo, editada en Madrid en 1863 por la Imprenta del librero Miguel Guijarro. El Capellanes fue el primer local teatral madrileño que estableció el romántico "ambigú".

Considerado oficialmente como el primer café-teatro de Madrid, el Salón Capellanes revolucionó los esquemas tradicionales físicos del teatro de corrala al instalarse en el antiguo patio del Hospital de la Misericordia, disponiendo de las galerías de dicho patio como aireado foyer, aportando zonas de estancia y descanso que le hicieron muy popular.  Los bailes de aquel auténtico "local de fusión" fueron tan populares que quedaron inmortalizados en algunos versos como los de la habanera cuyo estribillo recomendaba:

No me lleves a Paul
que me verá papá.
Llévame a Capellanes
que estoy segura
que allí no irá.

El local, cuya reputación anduvo bastante tiempo en entredicho, acabó convirtiéndose en un pequeño teatro con un aforo de cuatrocientas personas (que con el tiempo sería ampliado a setecientas). Los cronistas Pedro de Répide y Ángel Fernández de los Ríos coinciden en el dato de que el año 1876, el teatrito de Capellanes pasó a llamarse Teatro de la Risa.
En el mismo periodo del último cuarto del siglo XIX, entre los locales que le dieron réplica y relevo al Salón de Capellanes, el más famoso y popular fue sin duda el multifacético Teatro Circo Paul. A la zaga de estos dos clásicos en la historia de los cafés-teatros de Madrid, pueden anotarse las pequeñas catedrales del género chico que fueron el café Iris, el café de Colón, el café Novedades, el café del Cármen, el café de los Artistas, el café de Eslava, el café de Embajadores, o el singular café del Recreo. Otros locales que en algún momento de su existencia funcionaron como café-teatro y pueden anotarse aquí: el café de Lozoya en la calle San Bernardo, el café de San Isidro en la calle Toledo, el café del Vapor en Las Salesas, el café de San Marcial, el de San Fernando y el de San Francisco, el café Sur y el café Amistad, el Calderón de la Barca y el España, el café Morella y el café de la Industria, y un relativamente largo etcétera.

## sigloXX
El primer tercio del siglo XX no impuso apenas variantes en el modelo del café-teatro decimonónico. Sainetes, y otros sencillos montajes o puestas en escena de la popular familia del llamado género chico, ocuparon sus modestos escenarios extendiendo su sombra hasta finales de la década de 1950. El tipo de café-teatro 'contemporáneo' apareció a partir de 1961, siguiendo modelos parisinos como La Vielle Grille o Le Royal, y se materializó en locales como el Lady Pepa, abierto en la capital del España por Concha Llorca en 1967, poniendo en escena la obra de Enrique Bariego Esperando a Godofredo (versión ridícula del intelectual Esperando a Godot de Samuel Beckett). Al Lady Pepa le seguirían en los últimos años del franquismo (y contagiándose en ocasiones del clima de inquietud social de ese periodo) otros locales como: El Búho Rojo, Ismael, El Biombo Chino, La Boite del Pintor, La Fontana, Morrison, Micheleta, Le Canotier, Stéfanis, Bong-Bing o Martin's. Acompañando a la Transición Española se abrirían luego Damajuana, La Aurora, El ángel Exterminador, Candilejas o ya en los ochenta, el movimiento Off Fuencarral bautizado así por la periodista Rosana Torres y concebido como experiencia teatral sin espacio físico concreto, y cuyos montajes (desde el cabaré más elemental a los montajes de corte tradicional o espectáculos parateatrales híbridos) se ponían en escena en bares de la zona que limita la calle de Fuencarral y el barrio de Chueca.
Experiencias como La Cochu (hija de Premamá, acrónimo de Prensa Marginal Madrileña) o el Off Fuencarral sirvieron de lanzadera a la llamada movida madrileña fusionando el espacio tradicional del café-teatro, el bar de copas y el café concierto en locales que llegarían a ser históricos -en el selecto ambiente de la movida. Algunos nombres: Elígeme, El Foro, Vaivén, Tara, Café de Maravillas, San Mateo 6, No se lo digas a nadie, Casi.casi, Yastá, El Pentagrama, Bóvedas, King Creole, El Avapiés o el propio Teatro Alfil. Y entre los participantes, llegados de todos los frentes del espectáculo y muy diversos confines del territorio nacional, pueden mencionarse, entre el capricho y el desorden, grupos como Espacio Cero, El Silbo Vulnerado, GAD o Producciones marginales; actores antes o después consagrados por el público, como Pepe Rubianes o Albert Vidal; choumans de fusión musical como el señor Monzón y su inseparable "Reverendo", cómicos como Juan Gimeno, Faemino y Cansado o el camaleónico Moncho Alpuente. De allende las fronteras patrias también llegaron propuestas participativas y enriquecedoras como el cabaré bretchiano de Johannes Vardar o la opereta-rock germana de Fever Relter. En la infantería de este capítulo del café-teatro en Madrid, cerraron filas en los últimos años del siglo: Loles y Eva León, "Fama", Paco Clavel, Las Virtudes, La Belle Époque, Tona, Otxoa, Susana Mayo, Di Giorno o los Hermanos Trompicelli, entre otros muchos.

## sigloXXI

### Delstrip-teasealperformance
Navegando siempre en la órbita del cabaré, con la nueva competencia del conjunto de fenómenos parateatrales agrupados en torno al término teatro de calle, y a la zaga de modelos innovadores internacionales, e incluso recuperando parte del espíritu y la mecánica del Off Fuencarral, el café-teatro del Madrid del siglo XXI muestra una página casi en blanco que difícilmente intentan representar variantes del strip-tease en los locales cerrados y ecos del performance americano y europeo en los espacios abiertos. Dentro del esquema tradicional, aun conserva local el que fuera mítico Lady Pepa; no muy lejos de él, entre la Puerta del Sol y Ópera funciona el Café-teatro Arenal; y ya en el nuevo emporio cultural del antiguo Matadero puede citarse también el café-teatro de las Naves del Español.